# Mont Belvieu
La ville de Mont Belvieu est située dans les comtés de Chambers et Liberty, dans l’État du Texas, aux États-Unis. Lors du recensement de 2010, sa population s’élevait à 3 835 habitants.

## Source
- (en) Cet article est partiellement ou en totalité issu de l’article de Wikipédia en anglais intitulé « Mont Belvieu, Texas » (voir la liste des auteurs).